# Гун Сянъюй
Гун Сянъю́й (кит. упр. 龚翔宇, пиньинь Gōng Xiángyu, англ. Gong Xiangyu; род. 21 апреля 1997, Ляньюньган, провинция Цзянсу, Китай) — китайская волейболистка. Диагональная нападающая. Олимпийская чемпионка 2016.

## Биография
Гун Сянъюй родилась в спортивной семье. Её отец — Гун Синьхуа — входил в сборную провинции Цзянсу по баскетболу, мать — Вэй Цзяпин — побеждала в соревнованиях по прыжкам в высоту на Спартакиаде народов КНР в Пекине. Волейболом Гун Сянъюй начала заниматься в 12-летнем возрасте в спортивной школе провинции Цзянсу. До 2014 по игровому амплуа являлась связующей и в этом качестве в составе юниорской сборной Китая выиграла «серебро» чемпионата Азии (в 2012) и «золото» чемпионата мира (в 2013) среди девушек. В 2014 волейболистка была переведена на позицию диагональной нападающей и в том же году в составе молодёжной сборной страны стала чемпионкой Азии, а в следующем — участвовала в молодёжном чемпионате мира.
С 2015 года Гун Сянъюй — игрок команды «Цзянсу Чжунтянь Стил», с которой 6 раз выигрывала медали чемпионата Китая, в том числе «золотые» в 2017.
В 2016 Гун Сянъюй включена в национальную сборную Китая, в составе которой в том же году стала олимпийской чемпионкой и победителем розыгрыша Кубка Азии, в 2017 — обладателем Всемирного Кубка чемпионов, в 2019 — обладателем Кубка мира. Кроме этого, в 2016 волейболистка стала победителем «Монтрё Волей Мастерс», а в 2017 — бронзовым призёром и на обоих турнирах была признана лучшим диагональным нападающим.

## Достижения

### С клубами
- двукратная чемпионка Китая — 2017, 2025;
  - 3-кратный серебряный (2016, 2021, 2022) и двукратный бронзовый (2018, 2024) призёр чемпионатов Китая.

### Со сборными Китая
- Олимпийская чемпионка 2016.
- бронзовый призёр чемпионата мира 2018.
- победитель розыгрыша Кубка мира 2019.
- победитель розыгрыша Всемирного Кубка чемпионов 2017.
- серебряный (2023) и двукратный бронзовый (2018, 2019) призёр Лиги наций.
- двукратная чемпионка Азиатских игр — 2018, 2023.
- победитель розыгрыша Кубка Азии 2016.
- чемпионка Азии среди молодёжных команд 2014.
- чемпионка мира среди девушек 2013.
- серебряный призёр чемпионата Азии среди девушек 2012.

### Индивидуальные
- 2022: лучшая диагональная нападающая чемпионата Китая.